# 10. Flieger-Division (1942–1943)
Die 10. Flieger-Division war ein Großverband der Luftwaffe der Wehrmacht im Zweiten Weltkrieg. Es bestand keine organisatorische Verbindung zur 10. Flieger-Division (1939).

## Geschichte
Die 10. Flieger-Division wurde am 10. Juli 1942 aus dem umbenannten Stab des Höheren Flieger-Ausbildungs-Kommandos 77 in Saint-Cloud, im deutschbesetzten Frankreich gebildet. Sie war eine reine Ausbildungseinheit und dem Luftwaffenbefehlshaber Mitte unterstellt. Am 12. November 1943 wurde sie in 1. Flieger-Ausbildungs-Division umbenannt.

## Personen

### Divisionskommandeur
| Dienstgrad      | Name           | Datum                              |
| --------------- | -------------- | ---------------------------------- |
| Generalleutnant | Walter Lackner | 10. Juli 1943 bis 15. Mai 1943     |
| Generalmajor    | Georg Rieke    | 15. Mai 1943 bis 12. November 1943 |

## Unterstellung
| Unterstellung                | von           | bis               |
| ---------------------------- | ------------- | ----------------- |
| Luftwaffenbefehlshaber Mitte | 10. Juli 1942 | 12. November 1943 |

## Unterstellte Verbände
| 1. August 1942 | |
| -------------- | --- |
| 1. August 1942 | Fliegeranwärter-Bataillon „Monte Rosa“; Fliegeranwärter-Bataillon II; Fliegeranwärter-Bataillon III; Fliegeranwärter-Bataillon IV; Fliegeranwärter-Bataillon V; Fliegeranwärter-Bataillon VI; Fliegeranwärter-Bataillon VII |